# Asger Hamerik
Asger Hamerik (en réalité: Asger Hammerich) (né le 8 avril 1843 à Frederiksberg et mort le 13 juillet 1923 dans la même ville) est un compositeur et chef d'orchestre danois de l’époque romantique. Il appartient à la deuxième génération de l'Âge d'or danois.

## Biographie
Fils du professeur de théologie Peter Frederik Adolph Hammerich (1809-1877) et de Julie Scheuermann (1806-1879), il étudie la musique avec Gottfred Matthison-Hansen, et à partir de 1859 avec Niels W. Gade et Johan Peter Emilius Hartmann (auxquels il était apparenté par sa mère, une cousine de Emma Hartmann). En 1862, il quitte le Danemark pour étudier la musique en Allemagne avec Hans von Bülow. Il y rencontre notamment Richard Wagner.   
En 1864, à l'heure de la deuxième Guerre des Duchés entre l'Allemagne et le Danemark, il ne pourra pas rester en Allemagne et changera son nom de Hammerich (qui sonnait trop allemand) en Hamerik. Il s'établit alors à Paris et y étudie avec Hector Berlioz dont il sera le protégé et unique élève. Berlioz qui venait de perdre son propre fils s'attachera au jeune compositeur danois, dont il aimait dire qu'il parlait le français déjà presque aussi mal que les Parisiens.  
En 1865, il réussit à faire jouer son premier opéra, Tovelille, à Paris. Il compose aussi un second opéra, Hjalmar et Ingeborg, qui sera créé à Copenhague.  
Sa réputation est alors si bien établie qu'on lui demande en 1867 de participer au jury de l'Exposition universelle, à côté de Rossini et Auber. Il compose aussi un Hymne à la Paix à cette occasion qui - dans la plus pure tradition Berliozienne - exige un chœur de 400 voix d'homme, 200 voix de femme, et 100 voix d'enfant, ainsi qu'un orchestre militaire, 14 harpes, 2 orgues d'église, et 4 cloches d'église.   
Après le décès de Berlioz, Hamerik devient en 1871 directeur musical du Peabody Institute à Baltimore (Maryland), auquel il se consacre cœur et âme. Il élève significativement le niveau du conservatoire, de l'orchestre et du choeur. Son travail à Baltimore sera admiré par divers visiteurs illustres, notamment PI Tchaikovsky et Arthur Sullivan.  
C'est à Baltimore qu'il épouse en 1894 son élève, la pianiste et compositrice Margaret Hamerik, née Williams (1867-1942).  
Revenu au Danemark en 1900, il apparaît désormais surtout comme chef d'orchestre ou membre du jury de divers concours internationaux aux côtés de personnalités comme Massenet ou Cilea. 
Son fils Ebbe Hamerik (1898-1951) fut aussi un compositeur remarquable, auteur notamment de plusieurs opéras. Asger Hamerik eut par ailleurs deux filles cantatrices, Gerda Hamerik (1897-1974) et Valdis Hamerik (1903-1995). Les mémoires de cette dernière sont une source intéressante d'informations sur son père.  
Le frère d’Asger Hamerik était le musicologue Angul  Hammerich (1848-1931), premier professeur de musique à l’Université de Copenhague et fondateur du Musée d’Instruments de musique de Copenhague. Leur sœur, Thyra Hammerich (1846-1921), a donné son nom à une rose devenue populaire. Elle était la mère d'Astrid Nystrœm, seconde épouse du poète Sophus Michaelis, ainsi que de la cantatrice Saima Neovius.

## Œuvres
Dès son plus jeune âge, Asger Hamerik est passionné de musique. Enfant, il crée avec son cousin C.F.E. Horneman des opéras, dont il écrit le livret et Horneman la musique. Ses compositions de jeunesse, notamment une symphonie, sont perdues. Son œuvre de maturité comporte sept symphonies, de la musique de chambre et de la musique orchestrale, dont cinq suites basées sur des airs populaires scandinaves. Ses symphonies reprennent plusieurs caractéristiques des oeuvres de Berlioz, dont notamment celle de l'«idée fixe», qui fait réapparaître le même thème, varié, dans chaque mouvement de l'oeuvre. Plus tard, on retrouve dans ses compositions aussi des influences de César Franck ou de Paul Dukas ou encore de Gustav Mahler. Il a par ailleurs laissé un imposant Requiem, et plusieurs opéras (Tovelille, Hjalmar og Ingeborg, La vendetta, et Den rejsende). 
Son opéra La Vendetta sera créé avec succès sous sa direction en 1870 à La Scala de Milan et est parfois appelé le «premier opéra vériste de l'histoire». Celui-ci possède effet - vingt années en avance - l'essentiel des caractéristiques du vérisme que sont le réalisme, l’action brève et condensée, souvent violente - avec tir d’arme à feu notamment -, le raffinement orchestral, et les audaces harmoniques.
Son opéra suivant, Der Reisende, sera créé à Vienne en 1871.

### Orchestre

#### Symphonies
- 1860 Symphonie en ut mineur, op. 3 (perdue)
- 1879-1880 Symphonie n° 1 "Symphonie poétique" en fa majeur, op. 29
  1. Allegro moderato ed espressivo
  2. Allegro marcato
  3. Andante con moto
  4. Allegro giusto
- 1882-1883 Symphonie n°2 "Symphonie tragique" en ut mineur, op. 32
  1. Grave - Allegro non troppo e patetico
  2. Andante penitente
  3. Allegro marcato
  4. Adagio - Allegro passionato - Allegro molto vivace
- 1883-1884 Symphonie n° 3 "Symphonie lyrique" en mi majeur, op. 33
  1. Largo - Allegro molto vivace
  2. Allegro grazioso
  3. Andante sostenuto
  4. Allegro con spirito
- 1884-1889 Symphonie n° 4 "Symphonie majestueuse" en ut majeur, op. 35
  1. Largo - Allegro impetuoso
  2. Adagio espressivo
  3. Allegro moderato
  4. Maestoso e solenne
- 1889-1891 Symphonie n° 5 "Symphonie sérieuse" en sol mineur, op. 36
  1. Largo - Allegro con fuoco
  2. Adagio non troppo
  3. Scherzo allegro
  4. Grave - Allegro
- 1897 Symphonie n° 6 "Symphonie spirituelle" en sol majeur, pour orchestre à cordes, op. 38
  1. Allegro moderato
  2. Allegro molto vivace
  3. Andante sostenuto
  4. Allegro con spirito
- 1897 rev.1901-1906 Symphonie n°. 7 "Korsymfoni", pour mezzo-soprano, chœur mixte, et orchestre, op. 40
  1. Largo
  2. Andante sostenuto
  3. Grave

#### Autres œuvres orchestrales
- 1868 Trilogie juive, op. 19
- 1871-1872 Suite nordique no. 1 en ut majeur, op. 22
- 1872 Suite nordique no. 2 en sol mineur, op. 23
- 1873-1874 Suite nordique  no. 3 en la mineur, op. 24
- 1875 Suite nordique no. 4 en ré majeur, op. 25
- 1876 Suite nordique no. 5 en la majeur, op. 26
- 1912 Variations sur la mélodie populaire "Jeg gik mig ud en Sommerdag", pour orchestre à cordes et harpe, op. 41

### Harmonie
- 1867 Hymne à la paix, pour grande harmonie, chœur mixte, deux orgues, et 12 harpes[2]

### Opéras
| Terminé en | Titre                       | Actes    | Création     | Livret             |
| 1863–1865  | Tovelille, op. 12           |          |              |                    |
| 1868       | Hjalmar og Ingeborg, op. 18 |          |              | Ludvig Josephson   |
| 1870       | La vendetta, op. 20         | 5 scènes | 1870, Milan  | par le compositeur |
| 1871       | Den rejsende, op. 21        |          | 1871, Vienne | par le compositeur |

### Œuvres Vocales

#### Musique religieuse
- 1882 Trilogie chrétienne , pour baryton, chœur mixte et orgue, op. 31
- 1886-1887 Requiem, pour solistes, chœur mixte, et orchestre, op. 34
  1. Requiem et Kyrie
  2. Dies irae
  3. Offertorium
  4. Sanctus
  5. Agnus Dei
- 1900 Ave Maria, pour mezzo-soprano et orgue, op. 14

### Musique profane
- Nocturne "Da giovine regina la luna maestosa", pour mezzo-soprano et orchestre
- Ballade Roland
- Erntetanz, pour chœur de femmes (quatre voix) et orchestre, op. 37

### Musique de chambre
- 1858 Quatuor à cordes en la mineur (en un mouvement)
- 1862 Quintette avec Piano en ut mineur, op. 6
- 1878 Romance de concert pour violoncelle et piano (ou orchestre), op. 27

### Orgue
- 1905 Quatre Préludes, op. 39a